# هاینتسنهاوزن
هاینتسنهاوزن (به آلمانی: Heinzenhausen) یک شهر در آلمان است که در Lauterecken-Wolfstein واقع شده‌است. هاینتسنهاوزن ۳۱۰ نفر جمعیت دارد.